# Marcos Alonso Mendoza
Marcos Alonso Mendoza, född 28 december 1990 i Madrid, är en spansk fotbollsspelare som spelar som vänsterytterback för Celta Vigo i La Liga.

## Karriär

### Real Madrid
Redan som barn gick Alonso med i Real Madrids ungdomsakademi. Under 2008 nådde han Real Madrid Castilla.

### Bolton Wanderers
Alonso gick över till Bolton Wanderers i Premier League för en hemlig summa den 27 juli 2010.

### Fiorentina
I maj 2013 värvades Alonso av italienska Fiorentina, där han skrev på ett treårskontrakt.

### Chelsea
Alonso värvades av Chelsea nytillträdde tränare Antonio Conte i Augusti 2016. Efter att ha fått begränsat med speltid inledningsvis tog Alonso plats som vänster ytterback i Antonio Contes fembackslinje som blev framgångsrikt.

### Barcelona
Den 2 september 2022 skrev Alonso på ett ettårskontrakt med Barcelona.

### Celta Vigo
Den 28 augusti 2024 värvades Alonso av Celta Vigo, där han skrev på ett ettårskontrakt.

## Personligt
Fotboll går i Alonsos familj, hans farfar, Marcos Alonso Imaz, alias "Marquitos", spelade åtta år med Real Madrid-laget. Hans far, Marcos Alonso Peña, spelade 302 matcher i Spaniens topflight, mest känd för Atlético Madrid och FC Barcelona. Båda representerade Spanien på hög nivå.
Den 2 maj 2011 greps Alonso efter att ha varit involverad i en trafikolycka i Madrid. Han var förare till en bil som kolliderade med en vägg och dödade en av passagerarna, en 19-årig kvinna, efter att ha kört 112,8 km/h (70 mph) på en 50 km/h-sträcka (30 mph) med en blodalkoholkoncentration på 0,91 mg per liter. Han dömdes till 21 månaders fängelse i februari 2016, men hans straff ändrades till böter på 61 000 euro och ett körförbud på tre år och fyra månader.